# Bismarck-Gymnasium Karlsruhe
Das Bismarck-Gymnasium ist zusammen mit dem Markgrafen-Gymnasium das älteste humanistische Gymnasium in Karlsruhe. Das Bismarck-Gymnasium, benannt nach dem Reichsgründer Otto Fürst von Bismarck, ist die einzige Karlsruher Schule, in der Latein für alle Fünftklässler Pflicht ist und die die Möglichkeit bietet, vier Fremdsprachen zu lernen.
Die Schule befindet sich neben dem Mädchengymnasium St. Dominikus in der Bismarckstraße. Seit 2004 gibt es auch ein europäisches Gymnasium, das zwei moderne mit den alten Sprachen Latein und Altgriechisch verbindet.

## Geschichte
Das Bismarck-Gymnasium geht auf das 1586 unter Markgraf Ernst Friedrich Am Zwinger, im Zentrum von Durlach gegründete Gymnasium illustre zurück. Der streng im lutherischen Glauben erzogene Markgraf anerkannte nach der Regierungsübernahme auch die calvinistische Lehre an, stellte nach der Gymnasiumgründung auch calvinistische Lehrer an und ließ 1599 in Schloss Staffort ein neues Glaubensbekenntnis, das Stafforter Buch drucken. Offensichtlich wollte er damit in der Markgrafschaft eine Versöhnung beider evangelischer Glaubensrichtungen bewirken.

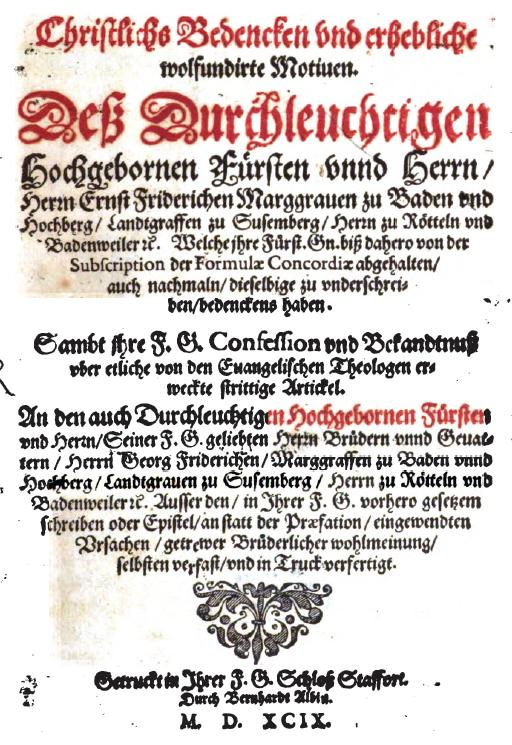
Titelblatt des Stafforter Buches von 1599

1724 verlegte Markgraf Karl Wilhelm die Fürstenschule in die neue Residenzstadt Karlsruhe, fusionierte diese mit dem erst drei Jahre vorher gegründeten Athenäum und ernannte dessen Leiter Johann Caspar Malsch, den ersten Karlsruher Geschichtsschreiber, zum Rektor. Da auch das Gymnasium in Durlach bestehen blieb, haben das Markgrafen-Gymnasium in Durlach und das Bismarck-Gymnasium dieselben Wurzeln. Zuerst befand sich die Karlsruher Fürstenschule in der Langen Straße (heute: Kaiserstraße), ab 1807/24 in den beiden Flügeln der Stadtkirche am Marktplatz. Von 1806 bis 1872 trug die Schule die Bezeichnung Lyzeum beziehungsweise Karlsruher Lyzeum, von 1872 bis 1938 Großherzogliches Gymnasium. 1871 bis 1874 wurde in der Bismarckstraße ein neues Schulgebäude nach Plänen von Heinrich Leonhard errichtet, in dem das Gymnasium seitdem beherbergt ist. 1938 erhielt die Schule ihren heutigen Namen, benannt nach dem Reichsgründer Fürst Otto von Bismarck.
Der Dichter Johann Peter Hebel besuchte die Schule von 1774 bis 1778; ihr Direktor war er von 1808 bis 1814.
Aus dem ältesten Karlsruher Gymnasium gingen mit Carl Benz sowohl der Erfinder des Automobils, als auch mit Karl Freiherr von Drais der Erfinder des Fahrrades und der Schreibmaschine hervor.

## Besonderheiten
Das Bismarck-Gymnasium hat seit dem Schuljahr 2006/07 einen „Hochbegabtenzug“, der für die Klassen 5–10 angeboten wird, bei dem es eine Klasse für Hochbegabte pro Jahrgang gibt. Außerdem gibt es für die 5. und 6. Klassen wahlweise einen „Streicherzug“, bei dem der Musikunterricht durch das gemeinsame Spielen von Streichinstrumenten ersetzt wird. Das Bismarck-Gymnasium bietet ab der 8. Klasse anstatt von Naturwissenschaft und Technik auch die Fächer Altgriechisch und Französisch an. Außerdem organisiert das Bismarck-Gymnasium jedes Jahr für die 9. Klassen ein Segel-Landschulheim.

## Angebote
Das Angebot des Bismarck-Gymnasiums umfasst auch Außerschulisches; darunter sind diverse Arbeitsgemeinschaften (AG), aber auch Sportturniere und Feste.
Die Arbeitsgemeinschaften des Bismarck-Gymnasiums sind auch auf Bundesebene erfolgreich, die Schach-AG erreichte 2019 in der WK IV bei den Deutschen Schulschachmeisterschaften den 5., die WK II den 3. Platz.

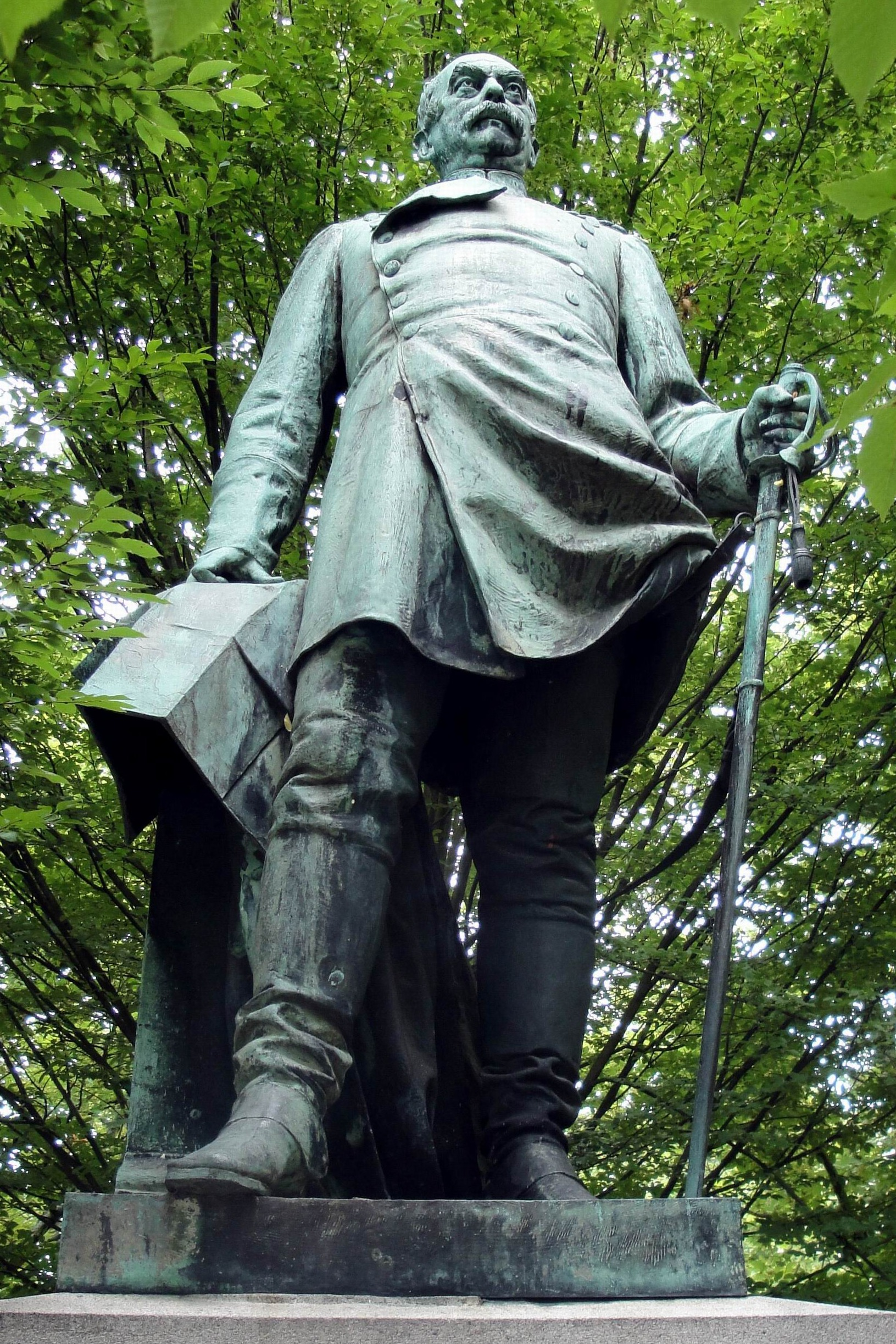
Bismarckdenkmal von Karl Friedrich Moest in der Nähe der Schule

## Ehemalige Lehrer und Schüler
- Alexander Adam (1853–1917), Komponist
- Friedrich Arnold (1786–1854), Architekt und Baubeamter
- Johann Gerhard Arnold (1637–1717), Historiker und Schulrektor
- Joachim Auer (1953–2017), Politiker
- Carl Baer (1833–1896), Jurist und Politiker
- Otto Bartning (1883–1959), Architekt und Architekturtheoretiker, evangelischer Kirchenbauer, Abitur 1902
- Axel W. Bauer (* 1955), Medizinhistoriker und Bioethiker, Abitur 1974
- Hermann Baumeister (1867–1944), Maler
- Karl Heinrich Baumgärtner (1798–1886), Mediziner
- Eugen Becker (1848–1914), Abitur 1866, Finanzminister von Baden
- Max Becker (1817–1884), Ingenieur
- Edwin Benckiser (1809–1889), Abitur 1828, Jurist und Politiker
- Walther Bensemann (1873–1934), Fußballpionier und Gründer des „Kicker“, Abitur 1892
- Carl Friedrich Benz (1844–1929), ab 1853, Abitur 1860
- Wigbert Benz (* 1954), Abitur 1982, Historiker
- Kurt Beringer (1893–1949), Abitur 1911, Neurologe, Psychiater und Hochschullehrer
- Werner Bock (1893–1962), Lyriker, Erzähler und Literaturhistoriker, Abitur 1906
- August Boeckh (1785–1867), Klassischer Philologe und Altertumsforscher
- Karl Joseph Bouginé (1735–1797), Schulrektor und Theologe
- Eduard Brauer (1811–1871), Jurist und Dichter
- Alexander Braun (1805–1877), Botaniker
- Salomon Carlebach (1845–1919), Rabbiner und Politiker, Abitur 1865
- August Dennig (1805–1883), Politiker
- Eduard Dietz (1866–1940), Abitur 1885, Jurist und Politiker
- Günter Dietz (1930–2017), Altphilologe, Dichter und Übersetzer, Lehrer von 1964 bis 1972
- Benjamin Dispecker (um 1800–1828), Bezirksrabbiner in Baden
- Karl Wilhelm Doll (1827–1905), Abitur 1844, evangelischer Theologe
- Emil Christian Dorner (1848–1922), Jurist und Präsident des Oberlandesgerichts Freiburg
- Karl Freiherr von Drais (1785–1851)
- Carl Einstein (1885–1940), Kunsthistoriker und Schriftsteller
- Moritz Ellstätter (1827–1905), badischer Minister
- Erik Homburger Erikson (1902–1994), Psychoanalytiker
- Eduard Erxleben (1834–1890), badischer Amtsvorstand
- Margit Fischbach (* 1949), Abitur 1968, Lehrerin
- Ernst Fuchs (1859–1929), Jurist
- Jérôme Fuchs (* 1970), Abitur 1990, seit 2014 Leiter der GSG 9 der Bundespolizei
- Heinrich von Gagern (1878–1964), Verwaltungsjurist, Politiker und Landrat
- Karl Christian Gmelin (1762–1837), Naturforscher
- Karl von Grimm (1830–1898), Jurist und Politiker
- Wilhelm Groos (1849–1934), badischer Amtsvorstand
- Johann Peter Hebel (1760–1826), ab 1774, Abitur 1778, Lehrer ab 1791, Direktor 1808
- Max Heinsheimer (1832–1892), badischer Oberlandesgerichtsrat
- Walter Heitler (1904–1981), emigrierter Physiker
- Albert Helbing (1837–1914), evangelischer Theologe
- Adolf Helbling (1824–1897), Bauingenieur und Architekt
- Johann Wilhelm Hemeling (1758–1817), Bibliothekar und Lehrer
- Ernst Friedrich Kärcher (1789–1855), klassischer Philologe und Pädagoge, Schüler, Professor ab 1820, Direktor ab 1837
- Carl Kaufmann (1936–2008), Silbermedaillengewinner bei den Olympischen Sommerspielen 1960 in Rom im 400-m-Lauf und Weltrekordhalter
- Paul Kirchhof (* 1943), Richter des Bundesverfassungsgerichts
- Ferdinand Kirchhof (* 1950), Vizepräsident des Bundesverfassungsgerichts
- Hans Hugo Klein (* 1936), Abitur 1954, Richter des Bundesverfassungsgerichts
- Eckart Köhne (* 1966), Archäologe, Direktor des Badischen Landesmuseums, Abitur 1986
- Gustav Krupp von Bohlen und Halbach (1870–1950), Abitur 1888
- Ernst Kundt (1883–1974), Diplomat
- Julius Lacher (1845–1919), badischer Amtsvorstand
- Gustav Landauer (1870–1919), wichtiger Theoretiker und Aktivist des Anarchismus
- Johann Georg Längin (1827–1897), evangelischer Theologe und Schriftsteller
- Elke Liebs (* 1942), Bibliothekarin, Literaturwissenschaftlerin und Psychotherapeutin
- Leopold Löwenstein (1843–1923), Bezirks- und Konferenzrabbiner in Baden
- Johann Caspar Malsch (1673–1742), Schulrektor, Geschichtsschreiber und Kirchenrat
- Paul Martin (1859–1913), Abitur 1879, Politiker
- Karl Friedrich Heinrich Marx (1796–1877), Mediziner
- Heinrich C. Mayr (* 1948), Informatiker
- Emanuel Meier (1746–1817), Staatsrat
- Dagobert Moericke (1885–1961), Abitur 1903, Jurist und Politiker
- Alfred Mombert (1872–1942), Abitur 1890, Schriftsteller und Lyriker
- Emil Nagel (1853–1933), Offizier und Afrikareisender
- Matthias Neukirch (* 1963), Theater- und Filmschauspieler, Abitur 1983
- Friedrich Karl Oehler (1844–1910), evangelischer Theologe,
- Christoph Ott (* 1959), Filmproduzent, Abitur 1979
- Hans von Pezold (1870–1935), ab 1879 (Sexta), Abitur 1888
- Gregor Paul (* 1947), Philosoph und Hochschullehrer
- Friedrich Pauli (1804–1868), Arzt und Chirurg
- Hubertus von Pilgrim (* 1931), Bildhauer, Kupferstecher, Medailleur, Abitur 1951
- Christian Friedrich Platz (1800–1876), Lehrer, Übersetzer, Politiker und Archivar
- Leopold Regensburger (1834–1900), Fiskalanwalt in Baden
- Horst Rehberger (* 1938), FDP-Politiker
- Robert Reitzel (1849–1898), Schriftsteller
- Moses Reiß (1802–1878), Bezirksrabbiner in Baden
- Wolfgang Rihm (1952–2024), Komponist
- Patrick Roth (* 1953), Abitur 1972, Schriftsteller und Regisseur
- Karl-Heinz Graf von Rothenburg (1934–2019), Klassischer Philologe
- Nicolaus Sander (1750–1824), Oberkirchenrat in Karlsruhe
- Ludwig Friedrich von Schmidt (1764–1857), evangelischer Theologe
- Karl Schaefer (1870–1942), Kunsthistoriker
- Johann Christian Sachs (1720–1789), Schulrektor und Historiker
- Wilhelm Schleiermacher (1904–1977), Altphilologe und Archäologe
- Johann Martin Schleyer (1831–1912), katholischer Priester, Lyriker und Philanthrop
- Paul Schmidt (* 1966), Abitur 1985, Politiker
- Leopold Schott (1807–1869), Bezirksrabbiner in Baden
- Anton Schwan (1903–1964), Politiker
- Benedikt Schwank (1923–2016), Benediktinermönch und Hochschullehrer
- Agnes Schwarzmaier (* 1962), Abitur 1981, deutsche Archäologin
- Dieter Seebach (* 1937), Chemiker und Hochschullehrer
- Katrin Seebacher (1966–1997), Schriftstellerin, Trägerin des Rauriser Literaturpreises
- Moritz August Seubert (1818–1878), Botaniker
- Hillel Sondheimer (1840–1899), Bezirksrabbiner in Baden
- Werner Schur (1888–1950), Abitur 1907, Historiker
- Bertold Spuler (1911–1990), Orientalist
- Max Steidel (1891–1957), Abitur 1909, Komponist und Musikwissenschaftler
- Kurt Stengel (1907–2001), Abitur 1926, Leiter der Stadtwerke Karlsruhe
- Wilhelm Stern, Pädagoge
- Johannes Stober (* 1968), Politiker
- Gustav Stoffleth (1881–1954), Offizier, Träger des Pour le Mérites, Technischer Direktor
- Roderich Straub (1847–1925), Landeskommissär in Baden
- Ludwig Turban der Jüngere (1857–1930), badischer Amtsvorstand
- Karl Friedrich Vierordt (1790–1864), Abitur 1808, Historiker und Pädagoge, Schüler, Lehrer und Direktor der Schule
- Emil Wachter (1921–2012), Maler und Bildhauer
- Thomas Weisbecker (1949–1972), deutscher Terrorist, Mitglied der Bewegung 2. Juni
- August Wendt (1861–1927), badischer Amtsvorstand
- Gustav Wendt (1827–1912), Schulreformer und Altphilologe
- Clemens Werner (* 1946), Schachspieler
- Johannes Willms (1948–2022), Historiker und Publizist
- Ludwig Wilser (1850–1923), Arzt, völkischer Schriftsteller und Rassenhistoriker.
- Marc Witzenbacher (* 1971), Theologe, Prälat für Südbaden
- Franzsepp Würtenberger (1909–1998), Kunsthistoriker
- Gustav Ziegler (1847–1908), Architekt